# 司馬音
司馬音（1925年6月4日—2001年1月8日），原名陳明，又名陳若新，參加1948年度香港小姐競選時以鄧波兒為名報名，於該屆香港小姐競選獲得第一名成為冠軍，之後她擔任電影演員，在多部電影中演出，其女兒郭佑華也受到她的影響，於1960年代中期以藝名「妞妞」擔任童星，並活躍至1980年代初。

## 背景
司馬音於1925年6月4日生於北京，原名“陳明”，祖籍江蘇，父母後來將她過繼給姓司馬的親屬，故此改名“司馬小明”，其後因為有一位上海朋友認為她有音樂天份，她聽從建議再改名為“司馬音”。司馬音在小學時期移居上海，曾經前往日本留學，在日本大學音樂系學習聲樂，接受女高音訓練，畢業後回到上海，在1937年中國抗戰爆發前一直以演唱為業，到戰爭爆發後曾經前往雲南昆明躲避，她於戰後遷居英屬香港。

## 香港小姐
1948年度香港小姐競選於7月北角麗池花園夜總會舉行，這次競選為提高評分的客觀性及觀眾的參與度，首次將觀眾投票納入佳麗的總評分之中，佳麗的總得分別由兩大部分組成，現場觀眾投票佔得分50%，再加上12人評判團評分的50%，作為總得分計算方式。購票入場的觀眾可在入場票的票根寫上心儀佳麗的名字，再投入票箱內，到投票結束時由監票員點票。
司馬音於戰後來到香港，由於缺乏當年在上海的知名度，難以繼續以歌唱事業維生，只能在舞廳當伴舞，後來還要去當舞女。港姐主辦機構公佈在7月舉辦1948年度香港小姐競選及招募佳麗後，司馬音決定參加港姐競選，並以「鄧波兒」為名報名參賽，希望能夠為她帶來知名度，以其繼續歌唱事業。
1948年7月18日下午3時，第三屆香港小姐競選在麗池游泳池上演，觀眾反應熱烈，人群擠到游泳池邊，由於缺乏人手維持秩序，所以佳麗從更衣室出場後無法繞場一周，只能在評判團面前轉身，就這樣便返回更衣室，所以很多觀眾都無法清楚看見佳麗的容貌。經過點算票數及評判評分後，23歲的司馬音取得第一名，不過當日選美的秩序太混亂，連頒獎禮都要押後，頒獎禮最後另定於7月20日舉行。由於頒獎禮需要改期，原定擔任頒獎嘉賓的空軍司令未能抽空出席，大會於是改由本屆港姐籌辦總幹事奇勒代為向司馬音頒獎。
本屆港姐雖然首次設立觀眾投票，不過其後發生內定的爭議，因為有落選佳麗稱有人買票並把選票投入票箱，更有指司馬音是本屆港姐競選主辦人李裁法的乾女兒。大會於7月24日召開記者會澄清，包括公佈各的得票、評判評分及總得分，其中司馬音的總分是81.875分，總分略高於得票較多，但評判評分稍為落後的周冰梅，可是大會公佈各佳麗的評分時，已是選美比賽的數天後，所以造馬的爭議仍然持續不斷。

## 從影
司馬音參加香港小姐競選，並且得償所願獲得冠軍，縱使該屆港姐競選發生不少爭議，但很快就有電影公司邀請她簽約拍攝電影，她亦得以結束舞女生涯，回到她熱愛的歌唱表演及發展她的演藝事業，1949年便有她演出的電影上映。司馬音在1951年前往越南，至1952年8月返回香港，之後到過日本和台灣登台表演，其後返回香港，與郭鳳墀結婚。她在1958年在電影《想入非非》演出後息影，其女兒郭佑華於1959年12月5日在日本出生，她把女兒培養為演員，並於1960年代以藝名「妞妞」擔任童星，在邵氏兄弟當年開拍的多部電影中都可見到她女兒的身影。司馬音曾經到泰國發展事業，但遇到挫折，到1970年代移居澳洲墨爾本。